# Bottom of the barrel
Bottom of the barrel is een compilatiealbum van Mooch. Het album is een vergaarbak van allerlei opnamen die niet op de officiële uitgaven terechtkwamen. Ze variëren qua geluidstechniek van matig tot goed. Na 2008 kwam Stephen Palmer nog wel met albums, maar ze waren nauwelijks te koop, anders dan op zijn eigen website of als download.

## Muziek
| Nr. | Titel                                                               | Duur  |
| --- | ------------------------------------------------------------------- | ----- |
| 1.  | Out of the depths (opname 1982)                                     | 27:15 |
| 2.  | New voyager (opname 1986)                                           | 13:58 |
| 3.  | Mock the moocher (opname 1992)                                      | 3:42  |
| 4.  | Fusion reactor (opname uit 1992)                                    | 10:12 |
| 5.  | Blissed out (voor The crypt of artificial intelligences, afgewezen) | 6:02  |
| 6.  | Etheral breeze (live)                                               | 13:07 |

| Nr. | Titel                                         | Duur  |
| --- | --------------------------------------------- | ----- |
| 1.  | Black notes (live 1994)                       | 12:04 |
| 2.  | Extended life (live 1995)                     | 8:30  |
| 3.  | Arabic (voor radioprogramma)                  | 1:55  |
| 4.  | Input 51-18 (radioprogramma)                  | 15:00 |
| 5.  | Dark violin oasis (opname 1998/1999)          | 9:12  |
| 6.  | Sub-Sahel (bestemd voor Blue Lily Commission) | 7:22  |
| 7.  | Moroccan oasis                                | 9:00  |
| 8.  | Garden of earthly passions (2006)             | 6:44  |
| 9.  | Gene flurry (2006 met Don Falcone)            | 6:44  |